# 扬州周氏盐商住宅
扬州周氏盐商住宅，位于江苏省扬州市广陵区东关街道渡江路社区青莲巷19、20号，后门在广陵路347号，建于清代晚期，是清末民初巨富、江西吉安县人周扶九（1831—1920）在扬州的住宅。辛亥革命后，周扶九离开扬州迁居上海。
周扶九宅第占地面积3700余平方米，建筑面积约3100平方米，房屋150余间，大体分西、中、东三路，东路后部是两幢西式小洋楼。门楼高耸，朝南凹字形，楼上下十间，磨砖砌筑，缀以砖雕。
1949年以后，周氏住宅的两幢西式洋楼曾用作扬州市邮电局，现已变成居民住宅。1960年代，中路前半部分原有照厅和正厅被拆除改建，不过总体格局基本完整。
2006年6月5日，扬州周氏盐商住宅列为第六批江苏省文物保护单位。